# John Mohan
John Mohan (ur.  1939) – amerykański brydżysta, World Life Master oraz Senior Life Master (WBF).

## Wyniki brydżowe

### Olimpiady
Na olimpiadach uzyskał następujące rezultaty:
| Olimpiady Brydżowe. Zawody teamów | Olimpiady Brydżowe. Zawody teamów | Olimpiady Brydżowe. Zawody teamów | Olimpiady Brydżowe. Zawody teamów | Olimpiady Brydżowe. Zawody teamów | Olimpiady Brydżowe. Zawody teamów |
| Rok                               | Miejsce                           | Zawody                            | Kategoria                         | Drużyna                           | Pozycja                           |
| --------------------------------- | --------------------------------- | --------------------------------- | --------------------------------- | --------------------------------- | --------------------------------- |
| 2000                              | Maastricht                        | 11. Olimpiada Brydżowa            | Seniorzy                          | USA                               | 1                                 |

### Zawody światowe
W światowych zawodach zdobył następujące lokaty:
| Mistrzostwa Świata. Konkurencja teamów | Mistrzostwa Świata. Konkurencja teamów | Mistrzostwa Świata. Konkurencja teamów | Mistrzostwa Świata. Konkurencja teamów | Mistrzostwa Świata. Konkurencja teamów | Mistrzostwa Świata. Konkurencja teamów |
| Rok                                    | Miejsce                                | Zawody                                 | Kategoria                              | Drużyna                                | Pozycja                                |
| -------------------------------------- | -------------------------------------- | -------------------------------------- | -------------------------------------- | -------------------------------------- | -------------------------------------- |
| 2010                                   | Filadelfia                             | 13. Seria Mistrzostw Świata            | Miksty                                 | Berg                                   | 37                                     |
| 2010                                   | Filadelfia                             | 13 Seria Mistrzostw Świata             | Open                                   | Berg                                   | 17                                     |
| 2006                                   | Werona                                 | 12. Mistrzostwa Świata                 | Seniorzy                               | Finkel                                 | 2                                      |
| 2005                                   | Estoril                                | 37. Mistrzostwa Świata Teamów          | Trans                                  | Milner                                 | 45                                     |
| 2005                                   | Estoril                                | 37 Mistrzostwa Świata Teamów           | Seniorzy                               | USA 2                                  | 5                                      |
| 2003                                   | Monte Carlo                            | 36 Mistrzostwa Świata Teamów           | Seniorzy                               | USA 2                                  | 3                                      |
| 2001                                   | Paryż                                  | 35. Mistrzostwa Świata Teamów          | Trans                                  | Baker                                  | 30                                     |
| 2000                                   | Maastricht                             | 11. Olimpiada Brydżowa                 | Miksty                                 | e-Bridge                               | 1                                      |
| 2000                                   | Southampton                            | 34. Mistrzostwa Świata Teamów          | Trans                                  | MS Ekeblad                             | 15                                     |
| 1998                                   | Lille                                  | 10 Mistrzostwa Świata                  | Open                                   | Sosler                                 | 17                                     |
| 1994                                   | Albuquerque                            | 9 Mistrzostwa Świata                   | Open                                   | Goldman                                | 17                                     |

| Mistrzostwa Świata. Konkurencja par | Mistrzostwa Świata. Konkurencja par | Mistrzostwa Świata. Konkurencja par | Mistrzostwa Świata. Konkurencja par | Mistrzostwa Świata. Konkurencja par | Mistrzostwa Świata. Konkurencja par |
| Rok                                 | Miejsce                             | Zawody                              | Kategoria                           | Partner                             | Pozycja                             |
| ----------------------------------- | ----------------------------------- | ----------------------------------- | ----------------------------------- | ----------------------------------- | ----------------------------------- |
| 2010                                | Filadelfia                          | 13 Mistrzostwa Świata               | Miksty                              | Magy Rosenberg                      | 38                                  |
| 2006                                | Werona                              | 12. Mistrzostwa Świata              | Seniorzy                            | Lew Finkel                          | 22                                  |
| 2002                                | Montreal                            | 11 Mistrzostwa Świata               | Miksty                              | Carlyn Steiner                      | 109                                 |
| 1978                                | Nowy Orlean                         | 5 Mistrzostwa Świata                | Open                                | Roger Bates                         | 3                                   |

| Mistrzostwa Świata. Konkurencja indywidualna | Mistrzostwa Świata. Konkurencja indywidualna | Mistrzostwa Świata. Konkurencja indywidualna | Mistrzostwa Świata. Konkurencja indywidualna | Mistrzostwa Świata. Konkurencja indywidualna | Mistrzostwa Świata. Konkurencja indywidualna |
| Rok                                          | Miejsce                                      | Zawody                                       | Kategoria                                    | Pozycja                                      |                                              |
| -------------------------------------------- | -------------------------------------------- | -------------------------------------------- | -------------------------------------------- | -------------------------------------------- | -------------------------------------------- |
| 2004                                         | Werona                                       | 6 Indywidualne Mistrzostwa Świata            | Open                                         | 20                                           |                                              |

## Klasyfikacja
- John Mohan – klasyfikacja WBF (ang.)